# Anomianthus dulcis
Anomianthus dulcis är en kirimojaväxtart som först beskrevs av Michel Félix Dunal och som fick sitt nu gällande namn av James Sinclair.
Anomianthus dulcis ingår i släktet Anomianthus och familjen kirimojaväxter. Inga underarter finns listade i Catalogue of Life.